# 3-Faced Elva
 (avril 2025).
Albums de Elva Hsiao
1087
(2006) Diamond Candy
(2009)
3-Faced Elva est le 9ealbum de Elva Hsiao, sorti sous le label Virgin Records le 13 juin 2008 à Taïwan. Il sort en format CD et CD+DVD.

## Liste des titres
| 1.  | I'll Be There                                                    | 3:42 |
| 2.  | Chong Dong (衝動; Impulse)                                       | 4:38 |
| 3.  | Liang Ge Ren De Ji Mo (兩個人的寂寞; Both Lonely)                | 4:15 |
| 4.  | More More More                                                   | 3:15 |
| 5.  | Shi Guang Sui Dao (時光隧道; Time Tunnel)                        | 5:20 |
| 6.  | Si Pei Cheng Du (速配程度; Match Degree)                         | 3:14 |
| 7.  | Zhi Hou (之後; Hereafter)                                        | 5:03 |
| 8.  | Baby Girl                                                        | 3:22 |
| 9.  | Hey Girl                                                         | 3:12 |
| 10. | Lei Shi Ai Qing (類似愛情; Similar to Love)                      | 4:42 |
| 11. | Zan Ting Lian Ai (暫停戀愛; Pulses of Love)                      | 3:38 |
| 12. | Ni Kan Bu Jian De De Fang (你看不見的地方; Places You Can't See) | 5:02 |

| 1. | I'll Be There         |  |
| 2. | Chong Dong            |  |
| 3. | More More More        |  |
| 4. | Liang Ge Ren De Ji Mo |  |